# Acropyga panamensis
Acropyga panamensis é uma espécie de formiga do gênero Acropyga, pertencente à subfamília Formicinae.